# Disney's Activity Center
Disney's Activity Center est une série de jeux vidéo sur PC et PlayStation publiés par Disney Interactive Studios consistant en plusieurs mini-jeux basés sur un film du studio.

## Liste des jeux
| Jeu                                                      | Année de sortie | Basé sur                     | Notes |
| -------------------------------------------------------- | --------------- | ---------------------------- | --- |
| Aladdin Activity Center                                  | 1994            | Aladdin                      | Les concepteurs et animateurs du jeu ont travaillé conjointement avec les producteurs et réalisateurs du film. En date du 18 février 1995, le titre s'était vendu à 100 000 exemplaires. |
| The Lion King Activity Center                            | 1995            | Le Roi lion                  | Ryan O'Donohue remplace Jonathan Taylor Thomas dans le rôle du jeune Simba, car Thomas est en tournage pour le film en prise de vue réelle de Disney Tom et Huck.                        |
| Toy Story Activity Center                                | 1996            | Toy Story                    | |
| The Little Mermaid Activity Center                       | 1998            | La Petite Sirène             | |
| The Lion King's II: Simba's Pride Activity Center        | 1998            | Le Roi lion 2                | |
| A Bug's Life Activity Center                             | 1998            | 1 001 Pattes                 | |
| Beauty and the Beast Activity Center                     | 1999            | La Belle et la Bête          | |
| Tarzan Activity Center                                   | 1999            | Tarzan                       | |
| Toy Story 2 Activity Center                              | 1999            | Toy Story 2                  | |
| Winnie the Pooh Activity Center                          | 2000            | Winnie l'ourson dans le vent | |
| Dinosaur Activity Center                                 | 2000            | Dinosaure                    | |
| The Little Mermaid II: Return to the Sea Activity Center | 2000            | La Petite Sirène 2           | |
| 102 Dalmatians Activity Center                           | 2001            | Les 101 Dalmatiens 2         | |
| The Emperor's New Groove Activity Center                 | 2001            | Kuzco, l'empereur mégalo     | |
| Atlantis: The Lost Empire Activity Center                | 2001            | Atlantide, l'empire perdu    | |
| Tigger Activity Center                                   | 2001            | Les Aventures de Tigrou      | |
| Monsters, Inc. Activity Center                           | 2002            | Monstres et Cie              | |